# Маховик (село)
Маховик (укр. Маховик) — село, Поповский сельский совет, Красноградский район, Харьковская область, Украина.
Код КОАТУУ — 6323385704. Население по переписи 2001 года составляет 194 (80/114 м/ж) человека.

## Географическое положение
Село Маховик находится в 2-х км от реки Берестовая (левый берег), к селу примыкают сёла Петровка и Поповка, в 2-х км расположен поселок Балки. К селу примыкают лесные массивы. Рядом с селом проходит железная дорога, станция Разживьевка. На расстоянии в 2 км проходит автомобильная дорога Р-51.

## История
- 1752 — дата основания.